# 北京-东京论坛
北京-东京论坛（日语：東京－北京フォーラム），简称“两京论坛”，是中日两国民间交流年度性论坛，由中国官方媒体中国日报社与日本非盈利法人机构言论NPO于2005年创立，得到中国国务院新闻办公室、日本外务省支持。

## 简介
该论坛创办于2005年，每年举办一次，在北京和东京轮流召开。2015年开始改为由中国外文局（中国国际传播集团）和日本言论NPO主办。
论坛涉及政治、经济、科技、人文等各个领域，出席者有两国的专家、学者、企业家、媒体代表等，其中包括中国前副部级以上官员。
论坛每年发布的中日两国舆论调查报告，被称为是“几乎唯一的中国舆论调查”。